# 200 a.C.

## Eventos
- Públio Sulpício Galba Máximo, pela segunda vez, e Caio Aurélio Cota, cônsules romanos.
- Forças romanas lideradas por Caio Aurélio Cota e Lúcio Fúrio Purpúreo derrotam os gauleses da Gália Cisalpina na Batalha de Cremona.
- Irrompe a Segunda Guerra Macedônica entre a República Romana e o Reino da Macedônia de Filipe V:
  - Públio Sulpício Galba Máximo é o comandante das operações e inicia os preparativos para a guerra.
- São construídos os primeiros Geoglifos do Acre, na Amazônia Brasileira.[1]